# Takács Nikolas
Takács Nikolas (Galánta, Csehszlovákia, 1986. június 26. –) magyar énekes.

## Élete és pályafutása
Takács Nikolas 1986. június 26-án született a ma Szlovákiához (akkor Csehszlovákiához) tartozó Galánta városában. 
Kiskora óta énekes szeretett volna lenni, 8 évesen részt vett a Pop Aréna tehetségkutatón Archiválva 2016. április 20-i dátummal a Wayback Machine-ben, amit meg is nyert. Zenei tanulmányait a Pozsonyi Állami Konzervatóriumban kezdte klasszikus ének és hegedű szakon, ezt követően a Kőbányai Zenei Stúdió dzsessz-ének szakára járt.
2005-ben Budapestre költözött. 19 évesen együtt lépett fel a világhírű jazzdobossal, Jávori Vilmossal. Ezt követően a magyar jazzélet más kiemelkedő alakjaival is lehetősége nyílt együtt zenélni: Babos Gyulával, Tony Lakatossal, Charlie-val, Solti Jánossal és még sok méltán híres művésszel.
2010-ben elindult az X-Faktor televíziós tehetségkutató versenyen, ahol az egész ország megismerte őt. Első előadásával a közönséget és a zsűri tagjait is egyaránt levette a lábáról. Leonard Cohen Hallelujah című dalával biztosította magának a továbbjutást. 
Az X-Faktor befejezése után megjelent első albuma, "Az első X – 10 dal az élő show-ból", mely heteken át vezette a MAHASZ Top 40-es albumlistáját. Tripla platinalemez státuszt ért el.
2011. májusában önálló nagykoncerten lépett fel a Sport Maxban, mely koncertről DVD felvétel is készült, és még ebben az évben a RAM Colosseumban is telt házas koncertet adott, Budapesten. Szintén ebben az évben jelent meg második albuma, „A második X – Tíz új felvétel”, amin helyet kapott Nikolas eddigi legsikeresebb slágere, A zene kísér majd az úton. 
Ugyanebben az évben egy országos advent turné is megvalósult 16 állomással és óriási sikerrel.
2012. év elején jelenik meg legújabb dala A Boldogság Te vagy címmel, melyhez videóklip is készült, még ebben az évben debütált “Music&Soul Archiválva 2016. április 17-i dátummal a Wayback Machine-ben” címmel a Fool Moon zenekarral közös albumuk, és közösen országos advent turnét Archiválva 2016. április 17-i dátummal a Wayback Machine-ben is adtak. Ennek az évnek a termése önálló telt házas nagykoncertje a Zsidó Nyári Fesztiválon, a Dohány utcai Zsinagógában, illetőleg meghívást kapott a lengyelországi Top of the Top Sopot Fesztiválra is.
2013-ban az Eurovíziós dalverseny hazai válogatóján, a Dal című műsorban előadta a “Sorry Seems to be the Hardest Word” című dalt. 
Júniusban megjelent Never Ever című slágere.
Fonogram díjra jelölték a “Music&Soul” című lemezét “Az év hazai klasszikus pop-rock albuma" kategóriában, és kezdetét vette önálló, folyamatosan látható klubkoncert-sorozata is.
2014-ben megjelent legújabb nagylemeze, az ”inTime-EP1” és az “inTime-EP2”, Szlovákiában Robert Buriannal közös dala a slágerlisták élére került. Megkapta első amerikai lemezszerződését. “Rád hangoltam” című dala egy kereskedelmi TV csatorna napi sorozatának főcímdala lett.
Ugyanebben az évben a Coca-Cola karácsonyi kampánydalát énekelte, mely a Boldoggá tenni címet kapta, majd a Coca-Cola karavánnal bejárta az országot.
Az Erkel Színházban telt házas nagykoncertet adott a Modern Art Orchestra kíséretében.
2015 januárjában Telihold című dala felkerült a rádiós listákra.
Májusban megjelent Szőke Nikolettá Archiválva 2010. április 11-i dátummal a Wayback Machine-ben val közös projektjüknek első két anyaga Citromfa Just the way you are studio live klippek címmel, melyek felvételei a Budapest Music Club-ban készültek, és még ugyanebben a hónapban indult amerikai turnéra Las Vegas, Los Angeles főbb állomásokkal.
Nyáron debütált Összefúj a szél című száma.
Decemberben ismét részt vett a Coca Cola karaván turnéján, és az év végén került megrendezésre Boldoggá tenni Sinfonic Nagykoncertje a Kongresszusi Központ ban.
2016 januárjában megjelent Dal neked című klipje.
Februárban a MÜPA-ban dupla telt házas koncert adtak Szőke Nikolettá Archiválva 2010. április 11-i dátummal a Wayback Machine-ben val Yust the way we are címmel.
2017. július 14-én Radics Gigivel együtt énekelték a FINA hivatalos szurkolói dalát a 2017-es úszó-világbajnokság megnyitó ünnepségén.

## Diszkográfia

### Szólólemezek
| Év   | Album                                                               | Legmagasabb helyezés                   | Minősítés        |
| Év   | Album                                                               | MAHASZ Top 40 album- és válogatáslemez | Minősítés        |
| ---- | ------------------------------------------------------------------- | -------------------------------------- | ---------------- |
| 2010 | Az első X – 10 dal az élő show-ból - Megjelenés: 2010. december 18. | 1                                      | - 3xPlatinalemez |
| 2011 | A második X – 10 új felvétel - Megjelenés: 2011. augusztus 11.      | 2                                      | - Aranylemez     |
| 2012 | Music&Soul - Megjelenés: 2012. december 3.                          | 6                                      |                  |
| 2015 | in Time EP-1 - Megjelenés: 2014. március 16.                        | 3                                      |                  |

### Videóklipek
- 2009 – Egy igazi szó
- 2011 – A zene kísér majd az úton
- 2012 – Where is the love? (duett a portugál Aureával)
- 2012 – A boldogság te vagy
- 2013 – Never ever
- 2014 – Rád hangoltam
- 2015 – Boldoggá tenni
- 2015 – A citromfa (duett Szőke Nikolettával)
- 2015 – Just the way you are(duett Szőke Nikolettával)
- 2016 – Dal neked
- 2016 – Lépéselőny
- 2020 – Csendbeszéd

### Slágerlistás dalok
| Év                  | Dal                         | Legmagasabb helyezés | Legmagasabb helyezés | Legmagasabb helyezés   | Legmagasabb helyezés | Legmagasabb helyezés | Legmagasabb helyezés         | Legmagasabb helyezés | Album       |
| Év                  | Dal                         | VIVA Chart           | Class 40             | Mahasz Editors’ Choice | Mahasz Rádiós Top 40 | Mahasz Dance Top 40  | MAHASZ Single (track) Top 10 | EURO 200             | Album       |
| ------------------- | --------------------------- | -------------------- | -------------------- | ---------------------- | -------------------- | -------------------- | ---------------------------- | -------------------- | ----------- |
| 2010                | Hangokba zárva              |                      | 24                   |                        |                      |                      |                              |                      | Az első X   |
| 2011                | A zene kísér majd az úton   |                      | 4                    |                        | 30                   |                      | 8                            |                      | A második X |
| 2011                | Eggyel több csillag az égen |                      |                      |                        |                      |                      | 9                            |                      | A második X |
| 2011                | Hallelujah                  |                      |                      |                        |                      |                      | 7                            |                      | A második X |
| 2011                | Hold Me                     |                      |                      |                        |                      |                      | 10                           |                      | A második X |
| 2013                | Never Ever                  |                      | 14                   |                        |                      |                      |                              |                      |             |
| 2014                | Rád hangoltam               |                      |                      |                        | 11                   |                      |                              |                      |             |
| 2015                | Telihold                    |                      |                      | 25                     | 7                    |                      |                              |                      |             |
|                     |                             | Összesítés           |                      |                        |                      |                      |                              |                      |             |
| 1. helyezett számok |                             |                      |                      |                        |                      |                      |                              |                      |             |
| Top 10-be bekerült  | Top 10-be bekerült          |                      | 1                    |                        | 1                    |                      | 4                            |                      |             |
| Top 40-be bekerült  | Top 40-be bekerült          |                      | 3                    | 1                      | 3                    |                      | 4                            |                      |             |

## Tévéműsorai
- 2012 – Egy este Takács Nikolasszal (RTL II)
- 2013 – Legenda (Magyar Televízió)
- 2018 – A nagy duett (TV2)
- 2020 – A Dal (Duna Televízió)